# Atlanta brunnea

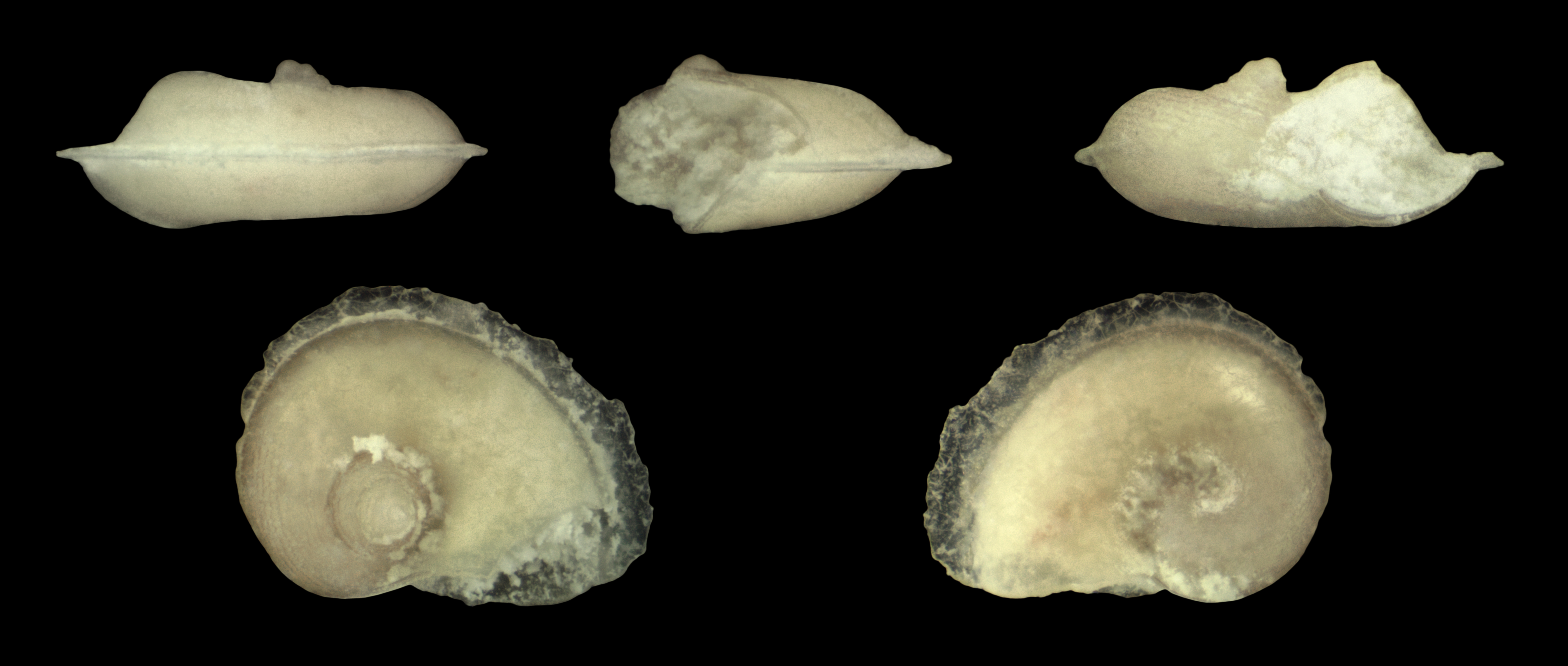

Atlanta brunnea is een slakkensoort uit de familie van de Atlantidae. De wetenschappelijke naam van de soort is voor het eerst geldig gepubliceerd in 1850 door J. E. Gray.